# (19474) 1998 HJ80
(19474) 1998 HJ80 est un objet de la ceinture principale d'astéroïdes extérieure découvert en 1998.

## Description
(19474) 1998 HJ80 a été découvert le 21 avril 1998 à l'observatoire Magdalena Ridge, situé dans le comté de Socorro, au Nouveau-Mexique (États-Unis), par le projet Lincoln Near-Earth Asteroid Research (LINEAR).

### Caractéristiques orbitales
L'orbite de cet astéroïde est caractérisée par un demi-grand axe de 3,24 UA, un périhélie de 2,98 UA, une excentricité de 0,08 et une inclinaison de 5,51° par rapport à l'écliptique. Du fait de ces caractéristiques, à savoir un demi-grand axe entre 3,2 et 4,6 UA, il est classé, selon la JPL Small-Body Database, comme objet de la ceinture principale d'astéroïdes extérieure.

### Caractéristiques physiques
(19474) 1998 HJ80 a une magnitude absolue (H) de 14,2 et un albédo estimé à 0,316.